# Dömen icke
Dömen icke (en suec Veredicte no) és una pel·lícula muda dramàtica sueca del 1914 dirigida per Victor Sjöström.

## Sinopsi
Helder, un afortunat pare de família, rep una carta del seu cunyat Albert, que ha fugit de la presó on hi complia condemna.

## Repartiment
- Nils Arehn - Helder, fabricant
- Hilda Borgström - Mary, la seva dona
- Greta Almroth - Clara, la seva filla
- John Ekman - Albert Smith, germà de Mary
- Richard Lund - Walter Crain, artista
- Jenny Tschernichen-Larsson - Minyona
- Nils Elffors - Missatgeria de mercaderies
- William Larsson - Picardia

## Producció
La pel·lícula es va estrenar el 31 d'agost 1914 al cinema Regina a Estocolm. La pel·lícula es va rodar a l'estudi de Svenska Biografteatern a Lidingö amb exteriors d'Estocolm amb fotografia de Henrik Jaenzon. Com a model, tenen una idea cinematogràfica de Marius Wulff.